# 팔릿

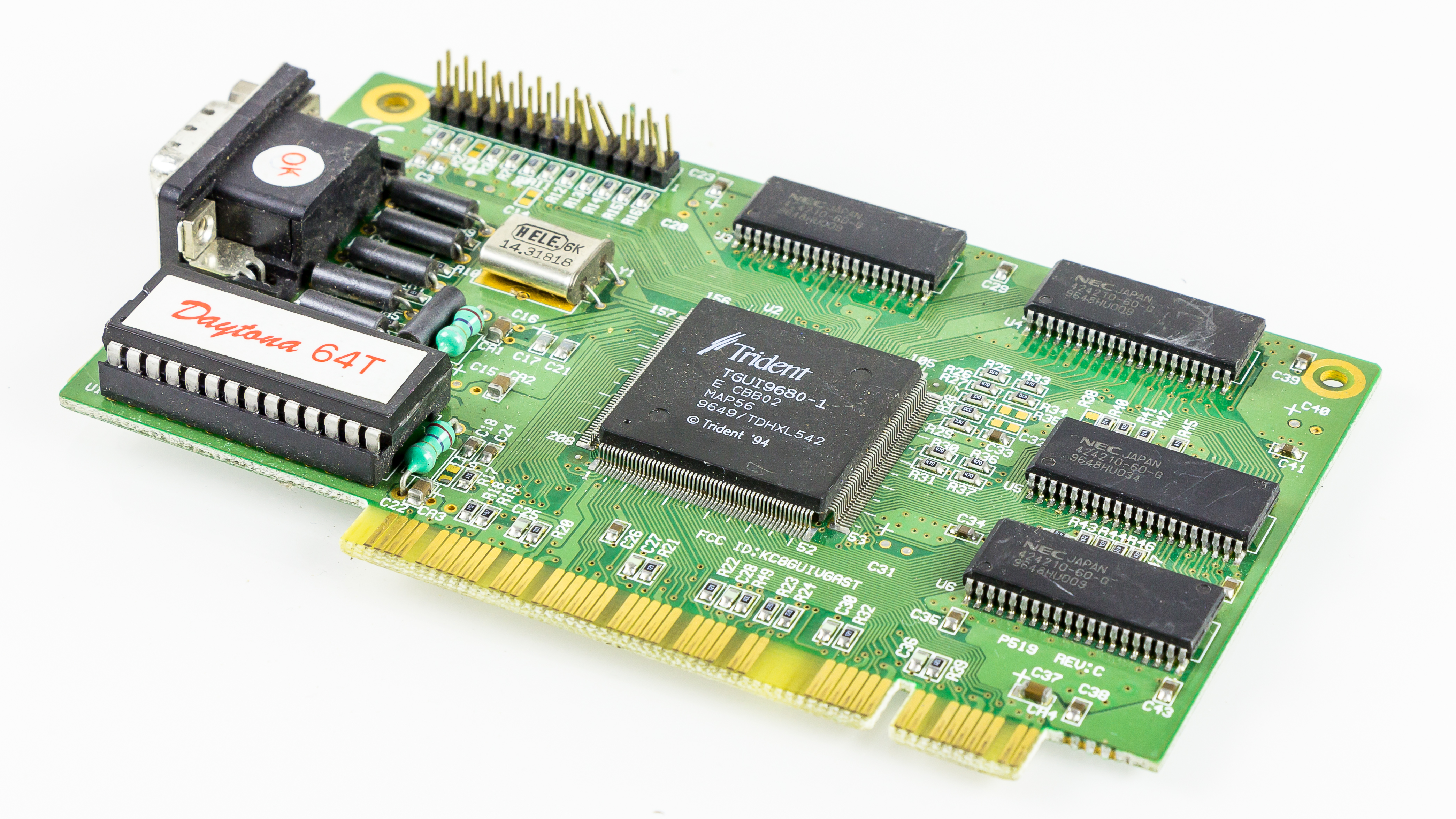
그래픽 카드 Daytona 64T, 트라이던트 마이크로시스템스 칩셋 TGUI9680 기반

팔릿 마이크로시스템즈(Palit Microsystems, Ltd.)는 1988년에 대만에서 설립된 컴퓨터 하드웨어 기업이다. NVIDIA 및 ATI 테크놀로지스 ATI 그래픽 칩셋을 기반으로 그래픽 카드를 독점적으로 제조하는 것으로 알려져 있다.공장은 중국 본토에 있으며 사무실은 대만 타이베이에, 물류 센터는 홍콩에, 지사는 독일에 있다.
서로 다른 글로벌 시장을 목표로 하는 팔릿(Palit)과 게인워드(Gainward)라는 두 개의 주요 브랜드와 데이토나(Datona), 갤럭시(GALAX), 비브쿠(Vivkoo), 유안(Yuan), KFA2 (Kick Fuckin Ass²) 및 엑스퍼트비전(XpertVision)과 같은 다양한 브랜드를 운영하고 있다. 또한 다른 회사의 그래픽 카드를 계약 제조한다. 2013년 팔릿은 ASUSTek을 제치고 생산량 기준으로 규모가 가장 큰 그래픽 카드 공급업체가 되었다. 팰릿마이크로시스템즈의 월 최대 생산량은 120만대에 달한다. 2011년 팔레트의 생산 점유율은 20~25%의 세계 시장에서 20~25%를 기록했다. 같은 시기에 러시아 시장에서 팔리트는 약 30%, 우크라이나에서 약 40% 이상을 차지했다.
2005년 팔릿은 게인워드 브랜드, 회사 및 게인워드 유럽 GmbH를 대만에 본사를 둔 TNC 인더스트리얼의 100만 달러에 인수했다.

## 자회사
- 게인워드

## 같이 보기
- 게인워드